# NGC 1478
NGC 1478 je galaksija u zviježđu Eridan.

## Vanjske poveznice
- SEDS: NGC 1478